# Anas theodori
El pato de Mauricio (Anas theodori), también conocido como cerceta de las Mascareñas y cerceta de Sauzier, es un pato de la subfamilia Anatinae extinto. En el pasado habitó en las islas  Mauricio y Reunión. Se trataba de una pequeña cerceta de la superespecie del complejo de la cerceta gris dentro del subgénero Nettion. La especie emparentada más próxima probablemente es la cerceta malgache que, si bien posee alas más fuertes y es considerablemente mayor (su tamaño es intermedio entre la cerceta gris y el ánade real), parece tener un aspecto muy similar al que tuvo en vida la especie que nos ocupa. Anteriormente, el pato de Meller, también de Madagascar, había sido propuesto como el pariente más próximo existente de A. theodori, pero a medida que más y más restos de este último han sido desenterrados, dicha hipótesis aparece cada vez menos probable. Aparte de algunas escasas y breves descripciones contemporáneas a su existencia no se conoce mucho sobre esta ave, aunque probablemente sus hábitos no fuesen muy diferentes a los de sus parientes más cercanos ya citados. Se han encontrado restos óseos en el pantano de Mauricio Mare aux Songes así como, más recientemente, en Reunión. El nombre científico de esta especie hace honor a Thé́odore Sauzier, quien puso un gran número de huesos de aves extintas de Mauricio a disposición de la ciencia.

## Extinción
Esta ave se extinguió en ambas islas casi simultáneamente, y por la misma razón: caza excesiva. En Mauricio, las "cercetas grises" se encontraban en "gran número" en 1681; sin embargo, en 1693 Leguat (1708) halló que los "patos salvajes" eran ya escasos. En 1696, el gobernador Deodati mencionó la especie por última vez como existente. En Reunión, la última mención de la especie como presente "en cantidades" es en la lista de la fauna salvaje de la isla de 1709 de de la Merveille; pero dado que Feuilley no había citado anátidas en su informe de 1705, resulta obvio que la cita de la Merveille se basó en rumores y testimonios de oídas obsoletos. La última cita fidedigna de la especie en Reunión parece ser el informe del Père Bernardin de 1687; de este modo, la fecha de la extinción se puede presumir en alrededor de finales de la década de 1690 en Mauricio, siendo unos pocos años anterior en Reunión.
Los informes de Bernardin y Boucher (1710) resultan enigmáticos dado que además de gansos y sarcelles (cercetas, esta especie), asimismo citan canards (patos, que en francés implica un tamaño mayor al de las sarcelles) existiendo o habiendo existido en Reunión. La existencia conocida de un hueso del carpometacarpo, en apariencia de un pato buceador de tipo Aythya, puede estar relacionada con dichos canards. En ese caso, estas aves posiblemente estuvieran relacionadas con el porrón malgache, del cual sólo un escaso número de ejemplares sobrevive en la actualidad.